# Discografia di Donatella Rettore
Questa voce elenca l'intera discografia italiana di Donatella Rettore dal 1973 ad oggi. 
I dischi ufficiali di Rettore sono stati pubblicati in diversi paesi del mondo, tra cui Svezia, Germania, Giappone, Portogallo Francia e Grecia e consistono per il mercato italiano di 13 album in studio, 2 live, 6 raccolte ufficiali contenenti brani inediti, 31 singoli commerciali (di cui 27 da artista principale e 3 da artista ospite) suddivisi in 20 singoli in vinile, 4 CD singoli e 5 singoli digitali, e 10 singoli promozionali, di cui 7 in vinile e 3 in CD single e 12 video musicali..
Ottiene un primo grande e inaspettato successo in Europa e in particolare in Germania e Svizzera, con il singolo Lailolà che riuscì a vendere oltre cinquecentomila copie ma passò praticamente inosservato in Italia. 
Nonostante due partecipazioni precedenti al Festival di Sanremo (al quale parteciperà per cinque volte in totale come cantante in gara), diventa celebre al grande pubblico italiano con il singolo Splendido splendente del 1979, contenuto nell'album Brivido divino, dal testo lungimirante e anticipatorio del tema della chirurgia estetica e dell'ossessione per l'immagine, nonché per quello delle Identità non binarie, proseguendo con grandi successi commerciali come Kobra, canzone vincitrice del Festivalbar 1980, dal testo a doppio senso ambiguo ed ironico, Donatella, uno dei primi esempi di Ska all'italiana, Lamette e Io ho te; i suoi album più venduti sono Magnifico delirio, Estasi clamorosa,  Kamikaze Rock 'n' Roll Suicide e Incantesimi notturni. 
L'artista ha inciso tre brani scritti da Elton John e il suo entourage: Remember, This Time e Sweetheart on Parade. 
Partecipa per otto volte al Festivalbar, vincendone due edizioni (1980, a pari merito con Miguel Bosè e 1981).
Nel 1985 Tv Sorrisi e Canzoni stila una classifica degli artisti che hanno venduto più singoli nei precedenti 10 anni e Rettore è risultata settima, l'unica donna che la precede è Mina.
Al 2024 Rettore ha venduto circa 30 milioni di copie, fra vendite in Italia e all’estero.

## Album

### Album in studio
- 1974 - Ogni giorno si cantano canzoni d'amore (Edibi, LP/CD)
- 1977 - Donatella Rettore (Produttori Associati, LP/MC)
- 1979 - Brivido divino (Ariston Records, LP/MC/CD)
- 1980 - Magnifico delirio (Ariston Records, LP/MC/CD)
- 1981 - Estasi clamorosa (Ariston Records, LP/MC/CD)
- 1982 - Kamikaze Rock 'n' Roll Suicide (Ariston Records, LP/MC/CD)
- 1983 - Far West (CGD, LP/MC)
- 1985 - Danceteria (CGD, LP/MC)
- 1988 - Rettoressa (Lupus, LP/MC/CD)
- 1992 - Son Rettore e canto (RCA Italiana, LP/MC/CD)
- 1994 - Incantesimi notturni (Ros Records/Sony, CD/MC)
- 2005 - Figurine (Novunque/Self, CD/PICTURE LP)
- 2011 - Caduta massi (Edel Music, CD)
- 2025 - Antidiva putiferio (Warner Music)

### Album di rifacimenti
- 2012 - The Best of the Beast (Nar International/Edel 2CD) raccolta dei suoi successi in versione riarrangiata

### Album Live
- 1996 - Concert/Il concerto (Tring International, CD/MC)
- 2015 - Live Collection (Nar, 2LP/CD)

### Raccolte ufficiali
- 1982 - Super-rock Rettore - Le sue più belle canzoni (Ariston Records, LP/MC) raccolta con 2 inediti: This time, M'è scoppiata la testa.
- 1989 - Ossigenata (Fonit Cetra, LP/MC/CD) raccolta con 3 inediti: Zan zan zan, Sogno americano, Amore stella.
- 2006 - Magnifica (BMG/SON, 3CD) raccolta con inediti su album
- 2008 - Stralunata (Rai Trade/Sony, 2CD + 1 DVD) raccolta con 2 inediti:  Primadonna, Splendido splendente Remix
- 2022 - Insistentemente Rettore! (Sony Music, 2CD, 2 vinili)

### Raccolte non ufficiali
- 1981 - Rettore (Dischi Ricordi, collana Profili Musicali, LP/MC)
- 1987 - Splendido Splendente (Durium, collana Diamante, LP/MC)
- 1987 - Rettore (CGD, collana MusicA, LP/MC)
- 1990 - Rettore (Dischi Ricordi, collana Orizzonte, LP/CD/MC)
- 1995 - I Grandi Successi di Rettore (Ricordi/BMG Ariola, collana Orizzonte, CD/MC)
- 1997 - Donatella Rettore (Harmony/BMG Ariola, collana Protagonisti, CD/MC)
- 1997 - Donatella Rettore (Ricordi/BMG Ariola, collana Gli Anni d'Oro, CD/MC)
- 1997 - Donatella Rettore (Ricordi/BMG Ariola, collana Musica Tua, CD/MC)
- 2001 - Donatella Rettore (Ricordi/BMG Ariola, collana I grandi successi originali 2CD/MC)
- 2003 - SupeRettore (BMG, CD) allegato al settimanale Tv Sorrisi e Canzoni
- 2004 - 4 Per 4 - 4 Star 16 Successi (BMG/RCA, CD)  - split con Raffaella Carrà, Anna Oxa e Patty Pravo
- 2005 - Le più belle canzoni di Rettore (Warner, collana Strategic, CD)
- 2006 - Rettore (Music Time/Sony, collana "I superissimi - I supereroi del jukebox", CD)
- 2012 - Rettore: i miei successi (BMG/Sony Music, 3CD) raccolta con inediti dagli album Donatella Rettore" e Son Rettore e canto, i singoli Lailolà e Sogno americano
- 2017 - Il meglio di Rettore (Nar 2CD) raccolta con Ciao ciao per la prima volta su CD

## Singoli

### Come artista principale
- 1973 - Quando tu/Amore e… (Edibi, EDF 1094, 7")
- 1973 - Ti ho preso con me/Anche se non lo sai (Edibi, EDF 1097, 7") (due versioni di cui uno con copertina identica a Quando tu)
- 1974 - Capelli sciolti/Il tango della cantante (Edibi, ZEDB 50236, 7")
- 1976 - Lailolà/La Berta (Produttori Associati, PA/NP 3251, 7")
- 1977 - Carmela/I suoi baci negli occhi (Produttori Associati, PA/NP 3264, 7")
- 1978 - Eroe/L'aquila nera (Ariston Records, AR 00840, 7")
- 1979 - Splendido splendente/Salvami (Ariston Records, AR 00857, 7") (anche su vinile blu e ristampa in vinile nero nel 2019)
- 1980 - Kobra/Delirio (Ariston Records, AR 00893, 7")
- 1981 - Donatella/Clamoroso (Ariston Records, AR 00913, 7")
- 1982 - Lamette/Canta sempre (Ariston Records, AR 00934, 7")
- 1982 - This Time/M'è scoppiata la testa (Ariston Records, AR 00938, 7")
- 1983 - Io ho te/Ranch (Lola Pink) (CGD, 10482, 7")
- 1985 - Femme fatale/Finché si è giovani (CGD, 7")
- 1986 - Amore stella/Dea (Ricordi, SRL 11036, 7")
- 1987 - Adrenalina (Bubble Records, BLUX 934, 12", 45 RPM, Maxi-Single) - duetto con Giuni Russo
- 1989 - Zan zan zan/Sogno americano (Fonit Cetra/Ricordi, SP 1882, 7")
- 1994 - Di notte specialmente/Sudo (Ros Records/Sony, CD single)
- 1999 - Splendido splendente (remix) (Milestone Records/Pull, MS 1007, 12", 33 ⅓ RPM)
- 2002 - Lupi (WorkDogs – 24812/20325, CD single, pubblicato con due copertine differenti)
- 2003 - Bastardo (Nar International – NAR 673866 2, CD single)
- 2005 - Konkiglia (Novunque/Self, CD single)
- 2011 - L'onda del mar (singolo digitale)
- 2011 - Lamette/Lamette (strumentale) (Rikatti, 7")
- 2012 - Natale sottovoce (Nar International/Edel, singolo digitale)
- 2013 - Ciao ciao (Nar International/Edel, singolo digitale)[10]
- 2019 - Splendido splendente (40th Anniversary Remixes) (JE Just Entertainment, 12", 33 ⅓ RPM, pubblicato con copertina blu e vinile nero e in Limited Edition su copertina e vinile rosso)
- 2022 - Chimica - duetto con Ditonellapiaga
- 2022 - Faccio da me - duetto con Tancredi
- 2023 - Spettacolare - duetto con Legno
- 2024 - Il senso del pericolo
- 2024 - Thelma e Louise duetto con Beatrice Quinta
- 2024 - Disco prosecco
- 2025 - Antidiva

### Come artista ospite
- 2002 - La mia radio live - nel cd single Giulia degli Statuto
- 2010 - Splendido/Splendidub - Riva Starr featuring Rettore (Time 596, CD single, Maxi-Single, 12", 33 ⅓ RPM)
- 2015 - Donatella - Le Donatella featuring Rettore
- 2018 - Se mi lasci non vale - Tommaso Zorzi featuring Rettore

### Singoli promozionali
- 1973 - Quando tu/Amore e… (test pressing)
- 1978 - Eroe/L'aquila nera (Ariston Records, AR 00840, 7", promo copertina generica)
- 1979 - Splendido Splendente/Brivido/Brilla/Salvami (Ariston ARX 16012) (12", Promo, 45 RPM Gatefold, vinile rosso, serie Megadisco)
- 1979 - Splendido Splendente/Salvami/You're the reason (Ariston ARX 16016) (12", Promo, 45 RPM, vinile giallo, serie Megadisco)
- 1980 - Magnifica/Delirio/Benvenuto/Leonessa (Ariston ARX 16020) (12", promo 45 RPM, Single, serie Megadisco)
- 1982 - Lamette/Sangue del mio sangue/karakiri/Kamikaze/Oblio (Promo, Sampler, Special Edition, Test Pressing, White Label senza numero di catalogo)
- 1991 - Gianni (RCA/Bmg Ariola, promo, CD single)
- 1994 - Voglio la mamma/Bianco (Ros Records/Sony, promo CD single)
- 1999 - La mia radio (On My Radio) (Sony, promo CD) Statuto featuring Rettore
- 2011 - Callo (singolo promo radiofonico)
- 2012 - Se morirò (singolo promo radiofonico)
- ? - Splendido Splendente (12", Single Sided, Limited Edition, White Label) Wid featuring Rettore

### 45 giri Promo Juke box
- 1977 - Carmela (Produttori associati)
- 1978 - Eroe (Ariston)
- 1979 - Splendido splendente (Ariston)
- 1979 - Brilla (Ariston)
- 1980 - Kobra (Ariston)
- 1980 - Leonessa (Ariston)
- 1981 - Donatella (Ariston)
- 1981 - Diva (Ariston)
- 1982 - Lamette (Ariston)
- 1982 - This time (Ariston)
- 1983 - Io ho te (Cgd)
- 1983 - Rodeo/Sweetheart on parade (Cgd)
- 1985 - Femme fatale (Cgd)
- 1986 - Amore stella (Ricordi)
- 1987 - Adrenalina (Bubble records)
- 1994 - Di notte specialmente (Ros records)

## Collaborazioni
Duetti e partecipazioni presenti in album di altri artisti, non pubblicati come singoli.
- 1980 - Tu musica divina - cover, inclusa nell'album benefico Grande Amore (Ricordi) (CD/MC)
- 1983 - Little Drummer Boy/Peace on Earth - duetto con Caterina Caselli incluso nell'album Natale con i tuoi... (CGD) (LP/MC/CD)
- 1989 - Radio Star - incluso nell'album Lucifero (Sound/BMG) (LP/MC)
- 1991 - Love Is the Answer - partecipazione vocale, inclusa nell'EP benefico Love Is the Answer (Fonit Cetra)
- 1999 - La mia radio (On My Radio) - cover, duetto con gli Statuto, incluso nell'album degli Statuto RiSKAtto
- 2001 - Kobra (Versione live) - incluso nella compilation La notte vola (Self, 2CD)
- 2006 - Caino Boys  - duetto con Igor Righetti incluso nell'album MusiCattiva (prodotto da Giorgio Maria Verrecchia per Media record)
- 2012 - La mia più bella canzone d'amore - Platinette featuring Rettore, presente nell'album Perle coltivate (Ice records)
- 2019 - L'ultima poesia e Non so parlar d'amore - Marcella Bella featuring Rettore, brani inclusi nell'album 50 anni di Bella Musica (Azzurra records)
- 2024 - Lamette - La Sad feat. Donatella Rettore - cover dell'omonimo brano di Rettore incluso nell'album de La Sad Odio La Sad

## Brani scritti per altri artisti
- 1974 - L'amore a sedici anni  per Luciano Rossi
- 1977 - Un po' d'amore  per I Manuel Santos
- 1977 - Dormire con te, Pussa via  per I Ciliege amare
- 1978 - Sensazioni e sentimenti, Ora  per Dora Moroni
- 1978 - Peccato, Amarti è...  per Franco Marino
- 1978 - Quanto dura poco l'estate,  per Iva Zanicchi
- 1978 - Scusa  per Julie & Julie
- 1979 - Resta qui, Per  per I Ciliege amare
- 1979 - Oggi  per Franco Marino
- 1981 - Assassina  per Loretta Goggi
- 1983 - Questo mondo è una baracca  per Tiziana Rivale
- 1984 - Nonostante me  per Iva Zanicchi
- 1993 - Mocambo strambo, Tamuré  per Pamela Prati

## Discografia fuori dall'Italia

### Francia

#### Album
- 1980 - Magnifico delirio (Milan – SLP 112)
- 1982 - Kamikaze Rock 'n' Roll Suicide (Carrere – 67943)

#### Singoli
- 1980 - Kobra/Delirio (Milan – MI40 MS45)
- 1982 - Kamikaze Rock'n'Roll Suicide/Karakiri (Hara-Kiri) (Carrere – 8.202, pubblicato in tre stampe differenti)

### Germania

#### Album
- 1977 - Lailolà (Produttori Associati – 6.22970) (Stampato con due back cover differenti)
- 1979 - Eroe (Telefunken – 6.23879 AO)
- 1980 - Magnifico delirio (Strand – 6.24502)
- 1982 - Kamikaze Rock 'n' Roll Suicide (Ultraphone – 6.25285 AP)

#### Singoli
- 1976 - Lailolà/La Berta (Produttori Associati – 6.11920 AC)
- 1979 - Splendido splendente/La mia più bella canzone d'amore  (Telefunken – 6.12541 AC)
- 1980 - Kobra/Delirio (Strand – 6.12886)
- 1981 - Donatella/Clamoroso (Strand – 6.13162)
- 1982 - Lamette/Karakiri (Ultraphone – 6.13535)

### Giappone

#### Album
- 1982 - Kamikaze Rock 'n' Roll Suicide (Seven Seas – K28P-310, pubblicato in due stampe differenti)

#### Singoli
- 1983 - Kamikaze Rock'n'Roll Suicide/Harakiri (Seven Seas – K07S-7036)

### Grecia

#### Album
- 1979 - Brivido divino (Music-Box – SMB 40119, pubblicato in due stampe differenti)

### Portogallo

#### Album
- 1981 - Estasi clamorosa (Ariston Music – VI-3005DB)

#### Singoli
- 1981 - Diva/Donatella (Vadeca – VI-909ES)

### Svezia

#### Singoli
- 1981 - Donatella/Clamoroso (Sound Of Scandinavia – SOS 1073)

## Posizionamenti nelle classifiche italiane (parziale)
Dal 1979 al 1994, dati da Hit Parade Italia.Figurine
| Album                                         | Anno | Pos. max | Pos. annuale |
| --------------------------------------------- | ---- | -------- | ------------ |
| Ogni giorno si cantano canzoni d'amore        | 1974 | —        | —            |
| Donatella Rettore                             | 1977 | —        | —            |
| Brivido divino                                | 1979 | 15       | 35           |
| Magnifico delirio                             | 1980 | 8        | 17           |
| Estasi clamorosa                              | 1981 | 10       | 31           |
| Kamikaze Rock 'n' Roll Suicide                | 1982 | 18       | 60           |
| Super-rock Rettore - Le sue più belle canzoni | 1982 | 55       | —            |
| Far West                                      | 1983 | 22       | —            |
| Danceteria                                    | 1985 | 20       | —            |
| Rettoressa                                    | 1988 | 46       | —            |
| Ossigenata                                    | 1989 | 42       | —            |
| Son Rettore e canto                           | 1992 | 39       | —            |
| Incantesimi notturni                          | 1994 | 24       | --           |
| Figurine                                      | 2005 | 45       | —            |
| Caduta massi                                  | 2011 | 26       | —            |
| Antidiva Putiferio                            | 2025 | 25       | —            |

| Singoli                               | Anno | Pos. max | Pos. annuale |
| ------------------------------------- | ---- | -------- | ------------ |
| Lailola/La Berta                      | 1977 | 2 CH     | ---          |
| Lailola/La Berta                      | 1977 | 29 GER   | ---          |
| Eroe/L'Aquila nera                    | 1978 | 36       | ---          |
| Splendido splendente/Salvami          | 1979 | 4        | 12           |
| Kobra/Delirio                         | 1980 | 4        | 7            |
| Donatella/Clamoroso                   | 1981 | 3        | 11           |
| Lamette/Canta sempre                  | 1982 | 8        | 30           |
| This Time/M'è scoppiata la testa      | 1982 | 8        | 39           |
| Kamikaze rock'n'roll suicide/Karakiri | 1983 | 19 FRA   | -            |
| Io ho te/Ranch (Lola Pink)            | 1983 | 6        | 29           |
| Femme fatale/Finché si è giovani      | 1985 | 19       | —            |
| Amore stella/Dea                      | 1986 | 44       | ---          |
| Adrenalina                            | 1987 | 27       | ---          |
| Zan Zan Zan/Sogno americano           | 1989 | 46       | ---          |
| Di notte specialmente/Sudo            | 1994 | 9        | ---          |
| Bastardo                              | 2003 | 23       | —            |
| L'onda del mar                        | 2011 | 39       | —            |
| Lamette katana                        | 2012 | 53       | —            |
| Chimica                               | 2022 | 9        | 82           |
| Disco Prosecco                        | 2025 | 11 FRA   | —            |

## Videografia

### DVD
- 2008 - Stralunata
- 2015 - Live Collection

### Video musicali
| Anno | Titolo                                       | Regista                          |
| ---- | -------------------------------------------- | -------------------------------- |
| 1980 | Benvenuto                                    | -                                |
| 1981 | Estasi                                       | -                                |
| 1985 | Stringimi più forte                          | -                                |
| 1985 | Giù dal nero ciel                            | -                                |
| 1991 | Gianni                                       | -                                |
| 1992 | Le nuove favole non fanno così bene al cuore | -                                |
| 1996 | Lasciamo vivere gli abeti coloriamo le suore |                                  |
| 2011 | L'onda del mar                               | Victorr Torrefiel Vicente        |
| 2012 | Se morirò                                    | -                                |
| 2012 | Natale sottovoce                             | Luca Tartaglia                   |
| 2013 | Ciao ciao                                    | Luca Tartaglia                   |
| 2015 | Donatella (con le Donatella)                 | Antonio Usbergo, Niccolò Celaiaè |
| 2022 | Chimica (con Ditonellapiaga)                 | Riccardo Salvi                   |
| 2022 | Faccio da me (con Tancredi)                  | -                                |